# ایمانول ایرویتی
ایمانول ایرویتی (اسپانیایی: Imanol Erviti‎؛ زادهٔ ۱۵ نوامبر ۱۹۸۳) دوچرخه‌سوار اهل اسپانیا است.
از باشگاه‌هایی که در آن رکاب زده‌است می‌توان به تیم موویستار اشاره کرد.